# Ray Clemence
Raymond ("Ray") Clemence MBE (Skegness, 5 augustus 1948 - Corby, 15 november 2020) was een Engels voetballer en doelman van het succesvolle Liverpool FC uit de jaren zeventig van de 20ste eeuw.

## Voetballoopbaan
Clemence speelde voor Scunthorpe United, Liverpool FC en Tottenham Hotspur. Tevens kwam hij uit voor het Engels voetbalelftal, waarvoor hij 61 interlands speelde. Hij maakte zijn debuut onder leiding van bondscoach Sir Alf Ramsey op 15 november 1972 in de WK-kwalificatiewedstrijd tegen Wales.

## Trainersloopbaan
Clemence was van 1992 tot 1993 trainer van Tottenham Hotspur (samen met Doug Livermore) en van 1994 tot 1996 trainer van Barnet.

## Overlijden
Op 15 november 2020 overleed Clemence op 72-jarige leeftijd aan prostaatkanker, precies 48 jaar na zijn debuut in het Engels voetbalelftal.

## Erelijst
Liverpool
- Football League First Division: 1972/73, 1975/76, 1976/77, 1978/79, 1979/80
- FA Cup: 1973/74
- Football League Cup: 1980/81
- FA Charity Shield: 1974, 1976, 1977 (gedeeld), 1979, 1980
- Europacup I: 1976/77, 1977/78, 1980/81
- UEFA Cup: 1972/73, 1975/76
- Europese Supercup: 1977

 Tottenham Hotspur
- FA Cup: 1981/82
- FA Charity Shield: 1981 (gedeeld)
- UEFA Cup: 1983/84